# Mitra semigranosa
Mitra semigranosa is een slakkensoort uit de familie van de Mitridae. De wetenschappelijke naam van de soort is voor het eerst geldig gepubliceerd in 1897 door Carl Eduard von Martens.